# NEW DIRECTION
《NEW DIRECTION》은 2015년 4월 7일에 발매한 대한민국의 음악가 이문세의 열다섯 번째 정규 음반이다. 이 음반은 2002년 음반 《빨간 내복》 이후 13년만에 발매한 음반이다.

## 배경
이 음반은 나얼이 피처링으로 참여한 타이틀곡 〈봄바람〉, 그룹 슈퍼주니어 멤버 규현과의 듀엣곡 〈그녀가 온다〉를 포함해, 〈Love Today〉, 〈그대 내 사람이죠〉, 〈꽃들이 피고지는 게 우리의 모습이었어〉, 〈사랑 그렇게 보내네〉, 〈집으로〉, 〈무대〉, 〈New Direction〉 등이 수록되었다.
뿐만 아니라 대한민국과 미국에서 활동하는 스태프와의 협업으로, 완벽한 사운드를 구현하며 음반의 완성도를 높였다. 음반 총괄 프로듀서로는 김민기, 김덕수, 김광민 등과 음악작업을 하였고, 정재일, 임헌일, 스윗 소로우, 메이트 등을 발굴한 이훈석 프로듀서와 이문세가 공동으로 참여했다.

## 수록곡
| #  | 제목                                      | 작사     | 작곡               | 재생 시간 |
| -- | ----------------------------------------- | -------- | ------------------ | --------- |
| 1. | 〈Love Today〉                            | 김미은   | 정인선             | 3:31      |
| 2. | 〈봄바람 (Feat. 나얼)〉                   | 강현민   | 김영아             | 3:37      |
| 3. | 〈그대 내 사람이죠〉                      | 조규찬   | 정미선             | 3:44      |
| 4. | 〈그녀가 온다 (Duet. 규현)〉              | 노영심   | 이문세             | 3:46      |
| 5. | 〈꽃들이 피고 지는 게 우리의 모습이었어〉 | 송용창   | 정미선             | 4:25      |
| 6. | 〈집으로〉                                | 유해인   | 정미선             | 3:28      |
| 7. | 〈사랑 그렇게 보내네 (Feat. 김광민)〉     | 조영화   | 정미선, 차은주     | 3:47      |
| 8. | 〈무대〉                                  | 조규찬   | 이문세             | 3:42      |
| 9. | 〈New Direction〉                         | 뉴아더스 | KMOONfnd, 뉴아더스 | 4:02      |